# Arapeški jezici
Arapeški jezici (privatni kod: arap), podskupina kombio-arapeških jezika iz Papue Nove Gvineje koja čini dio torricellijske porodice. Govore se na području provinije East Sepik. Etnička grupa poznata je pod imenom Arapeš, a sastoje se od više plemena svaka s vlastitim jezikom. Predstavnici su (4): 
- Abu' Arapesh [aah], proznat 16. 1. 2009.
- Bukiyip ili 	Bukiyúp, Mountain Arapesh; planinskoarapeški kojim govorre Planinski Arapeši [ape], 16.200 (2003 SIL).
- Mufian ili Muhian, Muhiang, Southern Arapesh [aoj], 11.000 (1998 SIL).
- Weri ili But Arapesh, Weri [aon], 4.340 (2003 SIL).

## Vanjske poveznice
- Ethnologue (14th)
- Ethnologue (15th)

Ethnologue (16th)